# Desnutrición proteico-energética
 La desnutrición proteico-energética (PEM), a veces llamada malnutrición proteico-energética (PEU) o desnutrición proteico-calórica, es una forma de desnutrición que se define como un rango de condiciones patológicas que surgen de la falta coincidente de proteínas y/o energía (calorías) en proporciones variables. La condición tiene grados leves, moderados y severos. 
Los tipos incluyen:

Año de vida ajustado por discapacidad para la desnutrición proteico-energética por 100,000 habitantes en 2004.
sin datos
menos de 10
10–100
100–200
200–300
300–400
400–500
500–600
600–700
700–800
800–1000
1000–1350
más de 1350

- Kwashiorkor (desnutrición proteica predominante)
- Marasmo (deficiencia en la ingesta de calorías)
- Marásmico kwashiorkor (marcada deficiencia de proteínas y signos marcados de insuficiencia de calorías presentes, a veces denominada la forma más grave de desnutrición)

La PEM es bastante común en todo el mundo, tanto en niños como en adultos, y representa 6 millones de muertes al año. En el mundo industrializado, la PEM se ve predominantemente en hospitales, se asocia con enfermedades o con frecuencia se encuentra en ancianos. 
Tenga en cuenta que la PEM puede ser secundaria a otras afecciones, como la enfermedad renal crónica o la caquexia por cáncer en las que puede producirse pérdida de energía proteica. 
La desnutrición proteico-energética afecta más a los niños porque tienen menos ingesta de proteínas. Los pocos casos raros que se encuentran en el mundo desarrollado se encuentran casi por completo en niños pequeños como resultado de las dietas de moda, o la ignorancia de las necesidades nutricionales de los niños, particularmente en casos de alergia a la leche.

## Desnutrición prenatal de proteínas
La desnutrición proteica es perjudicial en cualquier momento de la vida, pero se ha demostrado que la desnutrición proteica prenatal tiene importantes efectos de por vida. Durante el embarazo, uno debe aspirar a una dieta que contenga al menos un 20% de proteínas para la salud del feto. Las dietas que consisten en menos del 6% de proteína en el útero se han relacionado con muchos déficits, incluida la disminución del peso cerebral, el aumento de la obesidad y la comunicación defectuosa dentro del cerebro en algunos animales. Incluso las dietas de desnutrición proteica leve (7,2%) han demostrado tener efectos significativos y duraderos en ratas. Los siguientes son algunos estudios en los que se ha demostrado que la deficiencia prenatal de proteínas tiene consecuencias desfavorables. 
- Disminución del tamaño del cerebro: se ha demostrado que la deficiencia de proteínas afecta el tamaño y la composición de los cerebros en los monos rhesus. Se demostró que los monos cuya madre había comido una dieta con una cantidad adecuada de proteínas no tenían déficit en el tamaño o la composición del cerebro, incluso cuando su peso corporal era menos de la mitad del de los controles, mientras que los monos cuyas madres habían comido bajo tenían cerebros más pequeños, independientemente de la dieta administrada después del nacimiento.[6]
- Deterioro de la potenciación neocortical a largo plazo: se ha demostrado que la deficiencia leve de proteínas (en la que el 7,2% de la dieta consiste en proteínas) en ratas deteriora la plasticidad de la corteza entorrinal (memoria visoespacial), la función noradrenérgica en el neocortex y la potenciación neocortical a largo plazo.[7]
- Distribución de grasa alterada: la desnutrición de proteínas puede tener efectos variables según el período de vida fetal durante el cual ocurrió la desnutrición. Aunque no hubo diferencias significativas en la ingesta de alimentos, hubo un aumento en la cantidad de grasa perirrenal en ratas que fueron privadas de proteínas durante el embarazo temprano (días de gestación 0–7) y medio (días de gestación 8–14), y durante todo el embarazo, mientras que las ratas que estaban privadas de proteínas solo al final de la gestación (días de gestación 15–22) tenían un aumento de grasa gonadal.[8]
- Aumento de la obesidad: los ratones expuestos a una dieta baja en proteínas pesaron prenatalmente un 40% menos que el grupo control al nacer (retraso del crecimiento intrauterino). Cuando se alimentó con una dieta alta en grasas después del nacimiento, se demostró que los ratones desnutridos prenatalmente aumentaron el peso corporal y la adiposidad (grasa corporal), mientras que aquellos que se alimentaron adecuadamente prenatalmente no mostraron un aumento en el peso corporal o la adiposidad cuando se alimentaron con la misma cantidad alta. alta en grasas después del nacimiento.[9]
- Disminución del peso al nacer y la duración de la gestación: la suplementación de proteínas y energía puede conducir a una mayor duración de la gestación y a un mayor peso al nacer. Cuando se les suministró un suplemento que contenía proteínas, energía y micronutrientes, las mujeres embarazadas mostraron resultados más exitosos durante el parto, incluidos el alto peso al nacer, las gestaciones más largas y menos nacimientos prematuros, que las mujeres que habían consumido un suplemento con micronutrientes y poca energía, pero no proteína (aunque este hallazgo puede deberse al aumento de energía en los suplementos, no al aumento de proteína).[10]
- Mayor sensibilidad al estrés: se ha demostrado que los descendientes machos de ratas preñadas alimentadas con dietas bajas en proteínas exhiben presión arterial que es hipersensible al estrés y la sal.[11]
- Disminución de la calidad del esperma: se ha demostrado que una dieta baja en proteínas durante la gestación en ratas afecta la calidad del esperma de la descendencia masculina en la edad adulta. La deficiencia de proteínas pareció reducir el número de células de sertoli, la motilidad de los espermatozoides y el recuento de espermatozoides.[12]
- Alteración del metabolismo de la energía cardíaca: la nutrición prenatal, específicamente la nutrición proteica, puede afectar la regulación del metabolismo de la energía cardíaca a través de cambios en genes específicos.[13]
- Aumento de la rigidez pasiva: se demostró que la desnutrición intrauterina aumenta la rigidez pasiva en los músculos esqueléticos de las ratas.[14]

A partir de estos estudios, es posible concluir que la nutrición prenatal de proteínas es vital para el desarrollo del feto, especialmente el cerebro, la susceptibilidad a enfermedades en la edad adulta e incluso la expresión génica. Cuando las mujeres embarazadas de varias especies recibieron dietas bajas en proteínas, se demostró que las crías tenían muchos déficits. Estos hallazgos resaltan la gran importancia de una proteína adecuada en la dieta prenatal. 

## Epidemiología

Muertes por desnutrición proteico-energética por millón de personas en 2012
0-0
1-3
4-6
7-13
14-22
23-38
39-65
66-182
183-313
314-923

Aunque la desnutrición proteica energética es más común en los países de bajos ingresos, los niños de países de altos ingresos también se ven afectados, incluidos los niños de grandes áreas urbanas en barrios socioeconómicos bajos. Esto también puede ocurrir en niños con enfermedades crónicas y niños que están institucionalizados u hospitalizados por un diagnóstico diferente. Los factores de riesgo incluyen un diagnóstico primario de discapacidad intelectual, fibrosis quística, malignidad, enfermedad cardiovascular, enfermedad renal en etapa terminal, enfermedad oncológica, enfermedad genética, enfermedad neurológica, diagnósticos múltiples u hospitalización prolongada. En estas condiciones, el manejo nutricional desafiante puede pasarse por alto y subestimarse, lo que da como resultado un deterioro de las posibilidades de recuperación y el empeoramiento de la situación.
La PEM es bastante común en todo el mundo, tanto en niños como en adultos, y representa 6 millones de muertes al año. En el mundo industrializado, PEM se ve predominantemente en hospitales, se asocia con enfermedades o con frecuencia se encuentra en ancianos. 

## Comorbilidad
Un gran porcentaje de niños que padecen PEM también tienen otras afecciones comórbidas. Las comorbilidades más comunes son diarrea (72,2% de una muestra de 66 sujetos) y malaria (43,3%). Sin embargo, se han observado una variedad de otras condiciones con PEM, que incluyen sepsis, anemia severa, bronconeumonía, VIH, tuberculosis, sarna, otitis media supurativa crónica, raquitismo y queratomalacia. Estas comorbilidades gravan a los niños ya desnutridos y pueden prolongar las estadías en el hospital inicialmente para PEM y pueden aumentar la probabilidad de muerte.
La explicación general del aumento de la comorbilidad infecciosa en personas desnutridas es que: 
1. el sistema inmunitario es lo que evita que estas enfermedades se generalicen en personas sanas y bien alimentadas y
2. la desnutrición estresa y disminuye la función inmunológica.

En otras palabras, la desnutrición tiende a causar inmunodeficiencia (leve o moderada), erosionando las barreras que normalmente mantienen a raya a las enfermedades infecciosas. Por ejemplo, esta reversión está bien establecida con respecto a la historia natural variable de la tuberculosis en la era de los medicamentos previos a la TB. Epidemiológicamente, también hay asociaciones entre la desnutrición y otros riesgos para la salud a través del factor subyacente común de la pobreza. Por ejemplo, los condones pueden reducir la propagación del VIH, pero las personas pobres a menudo no tienen dinero para comprar condones o en un lugar cercano para comprarlos. Además, una vez que una persona pobre tiene una infección particular, es posible que no tenga acceso a un tratamiento óptimo, lo que le permite empeorar, presentar más posibilidades de transmisión, etc. Incluso cuando un país en desarrollo nominal/oficialmente tiene un seguro médico nacional con atención médica universal, el cuarto más pobre de su población puede enfrentar una realidad de facto de acceso deficiente a la atención médica. 

## Otras lecturas
- Bistrian, Bruce R.; McCowen, Karen C.; Chan, Samuel (1999). «Protein–energy malnutrition in dialysis patients». American Journal of Kidney Diseases 33 (1): 172-5. PMID 9915286. doi:10.1016/S0272-6386(99)70278-7.